# Onda libera (album)
Onda libera è l'undicesimo album dei Modena City Ramblers (il decimo in studio), che è uscito il 10 aprile 2009. Contiene 12 brani inediti, registrati presso lo studio Esagono di Rubiera (RE).
Tra le dolci ballate e i ritmi reggae e tzigani, emerge quello che è il tema dominante di questa produzione: il concetto di libertà, interpretato a seconda delle canzoni nelle sue declinazioni più individuali o collettive.
Sulla copertina del cd compare una bandiera a strisce, sulle cui righe bianche e azzurre sono riportati i primi articoli della Dichiarazione Universale dei Diritti Umani.

## Tracce
1. Onda libera dedicata al movimento studentesco l'Onda
2. Libera terra dedicata all'associazione Libera di Don Ciotti - 2:59
3. Valzer chiuso in soffitta
4. Il naufragio del Lusitalia
5. Figli del vento dedicata al popolo Rom
6. Il mulino e il tuo giardino
7. Di corsa dedicata ai profughi
8. Prigioniero di chi?
9. C'è tanto ancora
10. Libera mente
11. La ballata della Dama Bianca
12. L'uomo nell'alto castello

## Formazione
- Arcangelo "Kaba" Cavazzuti
- Franco D'Aniello
- Massimo "Ice" Ghiacci
- Francesco "Fry" Moneti
- Davide "Dudu" Morandi
- Leonardo "Leo" Sgavetti
- Elisabetta "Betty" Vezzani
- Roberto "Robby" Zeno

## Collaborazioni
- Emad Shuman, cantante degli aretini Kabìla
- Don Luigi Ciotti
- Simone Benassi, trombettista degli Stoop e di Bixio e le simpatiche canaglie